# Puente Goes Jazz
Puente Goes Jazz è un album di Tito Puente, pubblicato dalla RCA Records nel 1956. Il disco fu registrato nei mesi di maggio e giugno del 1956 a New York.

## Tracce
1. What Is This Thing Called Love ? – 3:22 (Cole Porter)
2. Tiny-Not Ghengis – 2:49 (Todd Sommer)
3. What Are You Doing, Honey ? – 2:45 (Marty Holmes)
4. Lotus Land – 4:52 (Cyril Scott)
5. Lucky Dog – 3:21 (Tito Puente)
6. Birdland After Dark – 4:36 (Oscar Pettiford)
7. That's a Puente – 2:32 (Todd Sommer)
8. Yesterdays – 4:35
9. Terry Cloth – 4:56 (Todd Sommer)
10. Tito 'In – 2:55 (A.K. Salim,)

## Musicisti
- Tito Puente - vibrafono, timbales, percussioni
- Marty Holmes - sassofono tenore
- Allen Lehrfeld - sassofono
- David Kurtzer - sassofono baritono
- Gene Quill - sassofono
- Allen Fields - sassofono alto
- David Schildkraut - sassofono alto
- Frank LoPinto - tromba
- Bernie Glow - tromba
- Gene Rapetti - tromba
- Francis Williams - tromba
- Vincent Frisaura - tromba
- Nick Travis - tromba
- Barry Galbraith - chitarra
- Alvin Gellers - pianoforte
- Robert Rodriguez - contrabbasso
- Gerald Sanfino - contrabbasso
- Todd Sommer - batteria
- Willie Bobo - bongos
- Mongo Santamaría - congas